# Octobriste
 (décembre 2013).
Si vous disposez d'ouvrages ou d'articles de référence ou si vous connaissez des sites web de qualité traitant du thème abordé ici, merci de compléter l'article en donnant les références utiles à sa vérifiabilité et en les liant à la section « Notes et références ».
Le terme octobriste (en russe : Октябристы) désigne un groupement politique libéral russe appelé Union du 17 octobre (en russe : Союз 17 Октября), formé le 17 octobre 1905 (30 octobre dans le calendrier grégorien) et devenu parti politique en automne 1906.
Ce mouvement appelle à la réalisation du Manifeste d'octobre, qui accorde aux sujets de l'Empire russe certaines libertés civiques, institue un régime pseudo-constitutionnel et convoque la première Douma d'État de l'Empire russe. À la différence de leur voisin immédiat sur la gauche, le Parti constitutionnel démocratique, les octobristes sont fermement engagés pour un système de monarchie constitutionnelle. Dans le même temps, ils soulignent le besoin d'un parlement fort et d'un gouvernement qui serait responsable devant celui-ci.
Les leaders du mouvement octobriste sont Alexandre Goutchkov, Mikhaïl Rodzianko, S. I. Chidlovski et D. P. Kapnist. Leur organe de presse est Slovo jusqu'en automne 1905, puis Golos Moskvy.

## Historique

### Révolution de 1905
Pour un article plus général, voir Révolution russe de 1905.
À partir de 1906, le parti est dirigé par l'industriel Alexandre Goutchkov et reçoit le soutien de la noblesse libérale et de la bourgeoisie. Le parti des octobristes obtient de faibles résultats lors des deux premières élections à la douma : il compte 17 membres dans la première douma (dite « douma des espérances populaires », de mai 1906 au début de 1907) et 42 dans la deuxième (de mars à juin 1907). Les octobristes font bloc, en règle générale, avec les constitutionnels démocrates (les Cadets, ou KD). 
Cependant, après la dissolution de la seconde douma le 3 juin 1907 (16 juin dans le calendrier grégorien), la loi électorale est modifiée en faveur des classes possédantes. Les octobristes forment ainsi le groupe le plus important, avec 120 députés, dans la troisième douma (« la douma des seigneurs », 1907-1912). 153 députés sur 442 se regroupent même sur la base d'un accord avec le manifeste et forment un groupe parlementaire. Celui-ci soutient l'action du gouvernement et joue un rôle de premier plan au sein de la douma : les octobristes occupent la présidence de l'Assemblée, avec Khomiakov et Goutchkov, et celles des principales commissions (Finances, Enseignement, Transports, Guerre).
Le parti est généralement l'allié des gouvernements de Serge Witte en 1905-1906 et de Piotr Stolypine en 1906-1911 : il soutient la réforme agraire de Stolypine ainsi que le refus du gouvernement d'accorder une autonomie politique aux minorités ethniques au sein de l'empire. Les octobristes émettent cependant des critiques concernant les mesures extra-légales et l'allure lente des réformes. L'apparent échec du parti de tirer avantage de cette majorité et sa faible capacité à influencer la politique du gouvernement conduit à sa crise. Combattus par la droite et la gauche, les octobristes subissent un lourd échec lors du renouvellement de la douma en 1912, ne regroupant que 98 députés dans la quatrième douma, et perdent l'essentiel de leur influence.

### Première Guerre mondiale
Avec le déclenchement de la Première Guerre mondiale, les partis politiques modérés deviennent moribonds en Russie. Les octobristes cessent pratiquement d'exister en dehors de la capitale, Saint-Pétersbourg, à partir de 1915. Divisés en deux factions (« droite » et « gauche ») depuis 1913, ils font partie du « bloc progressiste » auquel participent aussi les KD. Plusieurs des membres importants du parti, en particulier Alexandre Goutchkov et Mikhail Rodzianko, continuent de jouer un rôle significatif dans la politique russe jusqu'à 1917. En février 1917, la majorité des octobristes reste fidèle à la politique du « centre modéré », alors que l'aile gauche rejoint le bloc progressiste. Alexandre Goutchkov joue un rôle décisif en convainquant Nicolas II d'abdiquer au cours de la révolution de février. Il entre dans le gouvernement provisoire en mars en tant que ministre de la guerre et de la marine.

### Révolution de 1917
Certains membres du parti octobriste sont passés du côté des Blancs après la révolution d'Octobre et durant la guerre civile russe (1918-1921).

## Sources
- (en) Cet article est partiellement ou en totalité issu de l’article de Wikipédia en anglais intitulé « Union of October 17 » (voir la liste des auteurs).
- Alexandre Bennigsen, « Octobristes », Encyclopædia Universalis.